# Rudolf Schützeichel
Rudolf Schützeichel (* 20. Mai 1927 in Rahms bei Neustadt (Wied); † 5. März 2016 in Münster) war ein deutscher germanistischer Mediävist. 

## Leben und Werk
Rudolf Schützeichel war das dritte von sechs Kindern von Matthias Schützeichel und Gertrud, geb. Eudenbach. Sein jüngster Bruder war der Theologe Heribert Schützeichel (1933–2015), sein ältester Bruder war der Pallotinerpater Wilhelm Schützeichel (1922–1998).
Schützeichel studierte Germanistik, Geschichte und Philosophie an der Universität Mainz. 1954 wurde er dort promoviert und 1960 habilitierte er sich an der Universität zu Köln für Germanische Philologie. 1963 erfolgte die Berufung an die niederländische Universität Groningen und 1964 an die Universität Bonn. 1969 folgte er dem Ruf auf den Lehrstuhl für Deutsche Philologie des verstorbenen William Foerste an die Universität Münster. Er war dort zeitweise geschäftsführender Direktor des Germanistischen Instituts, Dekan des Fachbereichs Germanistik und daneben auch Direktor des Instituts für Frühmittelalterforschung. 1992 wurde Schützeichel emeritiert.
Forschungs- und Lehrschwerpunkte von Rudolf Schützeichel waren die althochdeutsche Sprache, deren Wortschatz und überliefertes Textkorpus, insbesondere die Rechtssprache der Urkunden und die Namenforschung. Schützeichel war Begründer und Herausgeber der Fachperiodika Beiträge zur Namenforschung. Neue Folge 1 ff. (1966 ff.), und Sprachwissenschaft 1 ff. (1976 ff.).

## Ehrungen und Auszeichnungen
Er war seit 1973 ordentliches Mitglied der Philologisch-Historischen Klasse der Akademie der Wissenschaften zu Göttingen. Ferner war er seit 1971 ordentliches Mitglied der Historischen Kommission für Westfalen und ab 2006 korrespondierendes Mitglied. 1971 wurde er für sein Engagement für die niederländische Philologie (Niederlandistik) mit der Verleihung und Aufnahme als Offizier in den niederländischen Orden von Oranien-Nassau geehrt. Die Universität Leipzig verlieh ihm 1992 die Würde eines Ehrendoktors für die Erforschung des Althochdeutschen.

## Veröffentlichungen (Auswahl)
- mit Hugo Moser, Karl Stackmann (Hrsg.): Festschrift Josef Quint anläßlich seines 65. Geburtstags. Bonn 1964.
- Mundart, Urkundensprache und Schriftsprache. Studien zur Sprachgeschichte am Mittelrhein. Röhrscheid, Bonn 1960. 2. Auflage 1974, ISBN 3-7928-0373-9.
- Die Grundlagen des westlichen Mitteldeutschen. Studien zur historischen Sprachgeographie. Niemeyer, Tübingen 1961. 2. Auflage 1976, ISBN 3-484-15032-7.
- Althochdeutsches Wörterbuch. Niemeyer, Tübingen 1969; 4. Auflage ebenda 1989; 7. Auflage De Gruyter, Berlin 2012, ISBN 978-3-11-026871-3.
- Textgebundenheit. Kleinere Schriften zur mittelalterlichen deutschen Literatur. Niemeyer, Tübingen 1981, ISBN 3-484-10435-X.
- (Hrsg.): Althochdeutscher und altsächsischer Glossenwortschatz. Bearbeitet unter Mitwirkung zahlreicher Wissenschaftler des Inlandes und des Auslandes und im Auftrag der Akademie der Wissenschaften zu Göttingen. 12 Bände. Niemeyer, Tübingen 2004.